# Кирюхин, Александр Фёдорович
Алекса́ндр Фёдорович Кирюхин (род. 6 апреля 1956, Москва) — советский футболист, защитник.
Воспитанник ДЮСШ ЦСКА, провёл за команду в чемпионате 8 матчей в 1975—1978 годах. В 1979—1981 годах во второй лиге за СКА Львов сыграл 79 матчей. Играл за сборную ЮГВ (1986).